# Бурашевское шоссе
Бура́шевское шоссе́ — улица в Твери на территории Московского района, большей частью в посёлке имени Крупской. Исторически — шоссе от города до села Бурашево.
Проходит на юго-восток от Зелёного проезда, через путепровод пересекает Октябрьскую железную дорогу, заканчивается на границе города. Протяжённость — 2,9 км. Продолжение шоссе на территории пригородного Калининского района именуется автодорогой Тверь — Тургиново.

Фрагмент немецкого аэрофотоснимка г. Калинина (дата съёмки: 9.6.1943 г.). Выделена исчезнувшая часть Бурашевского шоссе, наложен современный план города

## История
Шоссе, ведущее в село Бурашево, проложено в конце XIX века взамен начального участка Тургиновского торгового тракта. В это время оно начиналось от Станционного шоссе (ныне проспект Чайковского). Его начало совпадало с началом современной улицы Ерофеева, затем оно поворачивало направо и доходило до нынешнего начала шоссе в районе переезда через железную дорогу. Ныне существующие улицы старое направление пересекало примерно под 45°. Эта часть шоссе уничтожена новой застройкой в 1960-е годы. В конце 1930-х годов за железной дорогой началось строительство посёлка имени Крупской, туда в 1950-е годы по шоссе прошёл автобусный маршрут (№ 4). В 1964—1967 годах построен Бурашевский путепровод через железную дорогу (до этого был регулируемый переезд). В 1987 году по путепроводу и шоссе пущен трамвай, в 1988 году продлённый в Южный микрорайон. В 1990-е и 2000-е годы началось новое жилищное строительство вдоль шоссе в южной части посёлка имени Крупской и в микрорайоне «Южный-Д».